# Plošča Peramohi (metropolitana di Minsk)
La stazione di Plošča Peramohi (Плошча Перамогі), in russo Ploščad' Pobedy (Площадь Победы), è una stazione della metropolitana di Minsk, sulla linea Maskoŭskaja.